# Skrzynka (jezioro w powiecie szamotulskim)
Skrzynka – małe jezioro wytopiskowe w woj. wielkopolskim, w powiecie szamotulskim, w północnej części gminy Pniewy, we wsi Orliczko.

## Dane morfometryczne
Powierzchnia zwierciadła wody wynosi 1,0 ha. Zwierciadło wody położone jest na wysokości 85,4 m n.p.m..